# Journeyman
Journeyman är en amerikansk TV-serie från 2007, skapad av Kevin Falls för 20th Century Fox Television.  Exekutiv producent är Falls tillsammans med Alex Graves som även regisserade pilotavsnittet.
En säsong, med tretton avsnitt, spelades in, men eftersom serien fick låga tittarsiffror ställdes den in. Serien hade premiär den 24 september 2007. Det sista avsnittet sändes den 19 december 2007.

## Handling
Den handlar om San Francisco-reportern Dan Vasser (Kevin McKidd) som ofrivilligt reser i tiden. Han är gift och har en son. Hans förra fästmö, dog i en flygolycka, men nu träffar han henne igen och har chansen att rädda henne, men han vet inte hur det skulle påverka hans liv och framtid.